# Mogalakwena
Mogalakwena (officieel Mogalakwena Local Municipality) is een gemeente in het Zuid-Afrikaanse district Waterberg.
Mogalakwena ligt in de provincie Limpopo en telt 307.682 inwoners.

## Hoofdplaatsen
Het nationaal instituut voor de statistiek, Stats SA, deelt sinds de census 2011 deze gemeente in in 124 zogenaamde hoofdplaatsen (main place):
Babirwa • Bakenberg • Bakone • Basterpad • Bokwidi • Breda • Buffelshoek • Dikgokgopheng • Dipere • Diphitshi • Diretsaneng • Ditlotswana • Doren • Ga-Dukakgomo • Ga-Hlako • Ga-Kgubudi • Galakwena • Galalia • Ga-Lebelo • Ga-Letwaba • Ga-Mabuela • Ga-Mabusela • GaMagongwa • GaMalapile • Ga-Maloka • GaMalope • GaMapela • GaMasenya • GaMashiane • GaMasipa • GaMathapo • GaMathekga • GaModipana • GaMokaba • GaMokwena • GaMolekana • GaMolekwa • GaMonare • GaMonene • GaMosege • Ga-Mushi • GaNkidikitlane • GaPila • GaRalenkwane • GaRamela • GaRamurulane • GaRapadi • GaSekhaolelo • GaTshaba • GaTshipana • GaTshokwe • Goede Hoop • Hermansdaal • Kabeane • Kaditshwene • Kgopeng • Khala • Kromkloof • KwaKwalata • Lekalakala • Lekgweng • Lekhureng • Leruleng • Lesodi Mmotlana • Lyden • Mabula • Machikiri • Madiba • Magabaneng • Magagamatala • Mahlwareng • Mahwelereng • Makapan Valley • Makekeng • Makobe • Malokong • Mapela • Marulaneng • Matebeleng • Matsitsileng • Mellinium Park • Mmahlogo • Mmakala • Mmalepetleke • Mmamatlakala • Mogalakwena NU • Mohlotlo • Mokopane • Mongatane • Monte Christo • Mookamedi • Mosira • Mosuka • Mountain View • Moyaneng • Mphelelo • Nkgori • Ntsintsing • Phahladira • Phola Park • Polen • Potgietersrust • Rantlakana • Rooibokfontein • Scheming • Schuilpadkraal • Segole • Sekgakgapeng • Sekuruwe • Senita • Sepharane • Setuphiline • Sodoma • Taolome • Thaba Letshoba • Tipeng • Tlhohoyanku • Tsebeshi • Tshamahansi • Uitspanning • Uitzicht • Vianen • Waterval • Wydhoek.